# 伊万·姆拉兹
伊万·姆拉兹（1941年5月24日—2024年5月18日），斯洛伐克男子足球运动员，场上位置是前锋。他曾代表捷克斯洛伐克国奥队参加1964年夏季奥林匹克运动会足球比赛，获得一枚银牌。